# Cacofonia
La cacofonia és l'efecte sonor produït per la proximitat de sons o síl·labes que posseeixen igual pronunciació dins d'una o diverses paraules properes en el discurs, com succeeix per ex. en “atroç sotsobre”, “gambeta caramel, caramel gambeta”. Segons Ayuso: "les cacofonies són sons repetits que maltracten les oïdes". Es pot fer servir com a recurs literari.
Etimològicament és un cultisme del grec κακοφωνία, que significa malsonant, de κακός ('desagradable'), i φωνή ('so').
La cacofonia es produeix per una repetició de fonemes o la pronunciació d'una paraula que en unir-se a altres en una mateixa frase resulten xocants. D'altra banda, pot ser utilitzada per marcar exemples de la insuficiència del llenguatge, com ocorre en els tons despectius.
La millor forma de detectar-les és llegint el text en veu alta. Algunes tècniques per corregir les cacofonies són:
- passar al plural algunes de les paraules
- usar sinònims
- canviar l'ordre de les paraules per distanciar els sons repetitius